# ビスタカー
ビスタカー（Vista Car）とは、近畿日本鉄道（以下・近鉄）が保有・運用する電車のうち、2階建車両を連結している特急列車または団体列車用車両の愛称である。スペイン語のVista（眺望・展望）と英語のCar（車両）を組み合わせた、「眺望車」「展望車」を意味する造語で、近鉄の登録商標（日本第3085573号）であるため、他社が許可なく使用することはできない。
なお、「ビスタカー」を名乗らないが、展望性を重視したハイデッカー構造を持つ80000系「ひのとり」とハイデッカー構造と2階建て構造を持つ 50000系「しまかぜ」も電算記号（編成記号）上は、Vista Carの頭文字である「V」を標記しているため、この項目で触れる。
また本項では、近畿日本鉄道直営であったバス部門（当時、現：近鉄バス）が開発・導入した2階建バス「ビスタコーチ」(Vista Coach) についても記述する。

## 鉄道車両「ビスタカー」
1958年に試作された近鉄10000系電車以降、主として特別急行列車・団体列車に用いられている。当初は大阪線・山田線のみの運用であったが、名古屋線の善光寺カーブの解消による21m車入線可能化と標準軌化、奈良・京都・橿原線の車両限界拡大と架線電圧1500Vへの昇圧により、狭軌線である南大阪・吉野線を除く標準軌各線で運用されるようになった。
ビスタカーは当時の近鉄社長・佐伯勇が発した号令が発端となり開発が始まったとされる。部下には藤縄郁三や影山光一・片山忠夫・赤尾公之・近藤恒夫らがいて、これら社員の日本国外出張経験から2階建車両の発想が生まれた。
ビスタカーは長らく近鉄の象徴的存在であったが、21000系「アーバンライナー」の登場以降は、2階建車両の連結が見送られた同系列にフラッグシップの座を譲ることとなった（経緯については記事参照）。その一方で、ビスタカーを表す「V」マークの時刻表などへの表記や、2階部分の車体を新造取替する大掛かりなリニューアル工事の実施といった別格扱いは続けられた。
その後21世紀に入り、50000系「しまかぜ」の運転開始により、2階建特急車両が近鉄特急のフラッグシップとして返り咲くこととなった。

### ビスタカーに該当する車両
車両の詳細についてはそれぞれの項目を参照。
特急用車両
- 10000系「ビスタカーI世」（1958年登場・1971年廃車）
- 10100系「ビスタカーII世」（1959年登場・1979年廃車）
- 30000系「ビスタカーIII世」→「ビスタEX」（1978年登場・1996年リニューアル工事施工・2017年塗装変更施行）
- 50000系「しまかぜ」（2013年登場）

団体用車両
- 20100系「あおぞら」（1961年登場・1993年廃車）
- 20000系「楽」（1990年登場・2020年リニューアル工事施工）

### 愛称について
近鉄が特定の車両に対して愛称を付けたのは、前年1957年に落成した6800系などに「ラビットカー」と名付けたのが始まりであり、「ビスタカー」はそれに次ぐ2例目であった。
10100系電車登場後、長年に渡って10000系を「旧ビスタカー」、10100系を「新ビスタカー」と呼称し、各々「カー」を省略した通称も多用された。
1978年（昭和53年）の30000系登場時には当初「ニュービスタカー」と呼称された。しかし「ニュー（New）」「新」は同じ意味であり、同年12月の「30000系誕生記念試乗券」ポスターにおいて、10000系をビスタカー〔1世〕、10100系を〔2世〕、30000系を〔3世〕と称した。また、10100系さよなら運転の際に「さよならII世運転」のヘッドマークが取り付けられ、「ビスタI世」「II世」「III世」の呼称が定着していった。なお、30000系のデビューは10000系の廃車から7年後であり、「I世」は後継車両に対するレトロニムとしての呼称である。
50000系「しまかぜ」のカフェ車両は2階建構造であり、50000系の電算記号SVは「Shimakaze Vista Car」に由来する。しかし、「ビスタカー」を名乗らず「VISTA CAR」ロゴは取り付けられていない。
なお、80000系「ひのとり」の電算記号HVは「Hinotori Vista Car」に由来し、両先頭車はハイデッカー構造のプレミアム車両となっているが、2階建車両は連結されておらず、「ビスタカー」も名乗っていない。

## 2階建バス「ビスタコーチ」
近鉄は鉄道におけるビスタカーの成功により、近畿日本鉄道直営であったバス部門（自動車局、1999年10月に近鉄バスへ分社化）においても、「ビスタコーチ」と命名した2階建バスを導入した。特に初代ビスタコーチは近鉄の独自開発による日本初の2階建バスとなった。
他の事業者が輸入2階建バスを導入したのに比べ、近鉄では系列の近畿車輛および関係の深い日野自動車と連携し、純国産の2階建バスを次々と導入した点が画期的であった。
ビスタコーチは日本における2階建バス導入の嚆矢として他のバス事業者へも影響を及ぼし、日本の2階建バスの歴史に大きな足跡を残した。

### 初代ビスタコーチ (KDD-60)
1960年（昭和35年）、近鉄は日野自動車と近畿車輛の協力を得て、日本初となる2階建バス「ビスタコーチ KDD-60型」を開発。シャーシはセンターアンダーフロアエンジンの日野・BDをベースに日野自動車初のリヤエンジン方式とし、エンジンはDS40改型（150HP）を採用。1台を大阪市内（本町四丁目・上本町六丁目）と石切神社前を結ぶ路線（枚岡線）に導入した。
のちに登場する2階建バスとは異なり、前部・後部は一般のバス同様の構造で、ホイールベース間のみが2階建てになっており、乗降口（ノンステップ構造）はその2階建部分の中央に設けられていた（つまり車掌が乗務するツーマン運行であった）。2階席へはいったん後部客室に上り、さらに階段で2階席に上る方式であった。乗客定員は座席のみ（補助席含む）で83名を確保した。全高は当時の法規制により3.5mに抑えられていた。
ステップドルーフの形状は、これもやはりアメリカのグレイハウンドラインに1954年から導入され人気を博していた、レイモンド・ローウィのスタイリングによる、ゼネラルモーターズ (GMC) のシーニクルーザに見られる。しかし、2階席をドーム風に仕立てたことと、1階席を設けたところが近鉄流であった。

### 改良量産型 (KDD-1)
1961年（昭和36年）には改良量産型「ビスタコーチ KDD-1型」を8台製造。ベースシャーシはリアエンジンの日野・RC10、エンジンは日野DK20型 (195PS) を採用し性能を向上させた。車内は座席定員を74名に減らし、補助席を試作車の窓側から通路側に変更。9名分の立席を設け試作車と同一の乗客定員とした。こちらは枚岡線のほか阪奈線（梅田 - 奈良公園）や柏原線（阿倍野橋 - 富田林駅・国分駅前）などで運用した。
これらのバスは構造上ワンマン運転には対応できなかったため、1970年頃までに引退し、系列の北日本観光自動車（石川県）や南紀開発（和歌山県、のち奈良交通にバス事業を譲渡）に移籍した。
また、1963年から1964年にかけて観光タイプのビスタコーチも企画されたが実現しなかった。
さらに、ビスタコーチは乗降口がノンステップであったことから、1963年に2階部分を無くしたノンステップバス（ベース車は日野RB120）も製造され、乗降にすぐれたラッシュバスとして紹介された（こちらもツーマン車であった）。
近畿車輛のバス車体製造事業自体も、名神ハイウェイバスに参入した傘下の日本高速自動車（現：名阪近鉄バス）向け高速バス車両（ベースシャーシは三菱・AR820型）などを製造したものの、1960年代中に撤退している。

## その後の近鉄2階建バス

### RE161改型
1982年には、再び日野自動車と組み、K-RE161型路線バスシャーシをベースとした2階建てバスを製造した。車体はモノコック構造の1階部分にスケルトン構造の2階部分を組み合わせたためいかにも試作車的な外観であった。後軸は1軸のみで後軸重は9,790kgとしている。
近鉄では路線バスでの使用を考えていたが、当時の規制では乗合登録の認可が下りず、主に近距離観光バスとして使用した。「パノラマカー」の名称があった。乗客定員は1Fが22名、2Fが33名であった。

### 日野・グランビュー

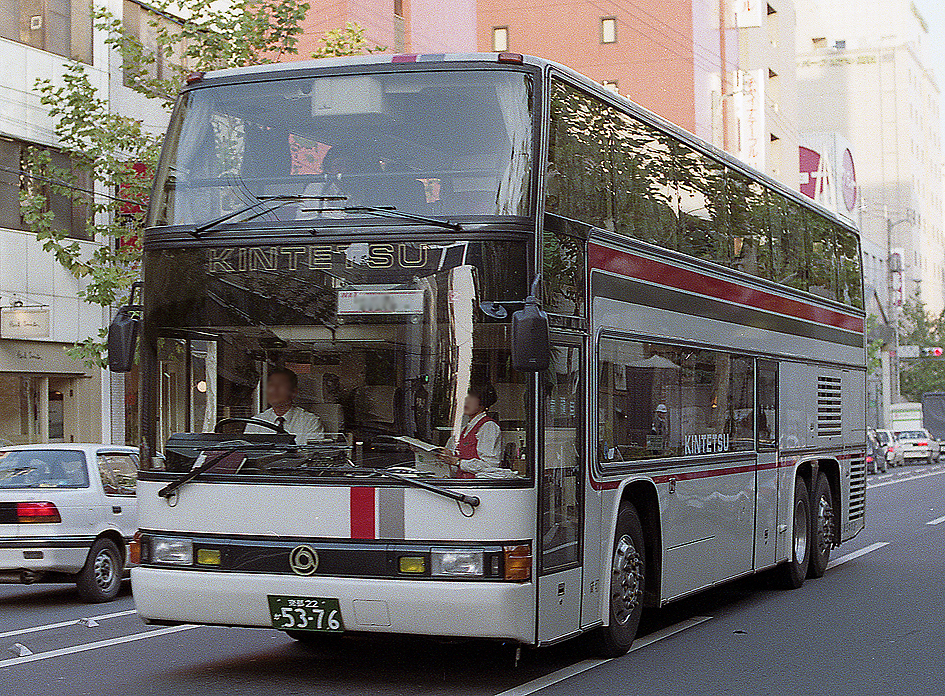
観光バス「ビスタカー」
日野・グランビュー（市販第1号車）

1985年には、初の本格的2階建て観光バスとして、日野・グランビュー (P-RY638AA) が発売された。近鉄はグランビューの第1号車を購入、これに鉄道と同じ「ビスタカー」の愛称を付与して運行した。乗客定員は55名（1F13名、2F42名。他、乗員3名）でテレビやビデオ・カラオケ・マルチステレオ・サロン等を備えていた。塗装デザインも日野自動車が用意したものをそのまま採用し、後のスーパーハイデッカー車にも同様のデザインが取り入れられている。
近鉄が新車購入したグランビューは、のちに天領バスの保有となり、同社で除籍後は日野自動車へ里帰りし、日野オートプラザで保存・展示されている。

### 三菱ふそう・エアロキング
1997年8月、近鉄は収容力に優れた2階建てバスを大阪 - 新宿間の夜行高速バス「ツィンクル号」に導入したが、日野自動車がすでにグランビューの製造を終了していたため、三菱ふそう・エアロキングが導入された。日野自動車製が大多数を占める近鉄バスでの三菱ふそう車の導入は珍しい事例だった。乗客定員はスーパーハイデッカー車（日野・セレガ）の28名に対し、36名に増加し輸送効率を向上させた。エアロキングは2009年までに合計10台が夜行高速路線用として投入され、収容力の高さを活かして利用者の多い路線（新宿のほか仙台・福島・宇都宮方面等）に使用していたが、2018年5月（定期運行としては1月末）に最後の1台が高速バスでの運用を終了した。

#### OSAKA SKY VISTA
夜行高速用のエアロキングをオープントップバスに改造し、2014年7月から大阪市内にて定期観光バス「OSAKA SKY VISTA」として運行開始した。車体改造ははとバスを通じて東急テクノシステム（東急グループ）が担当。3台が改造され（うち1台は2018年に高速バスで最後まで運用した車両）、2021年時点で運行継続中である（2020年12月より2021年11月2日までコロナ禍により運休していた）。

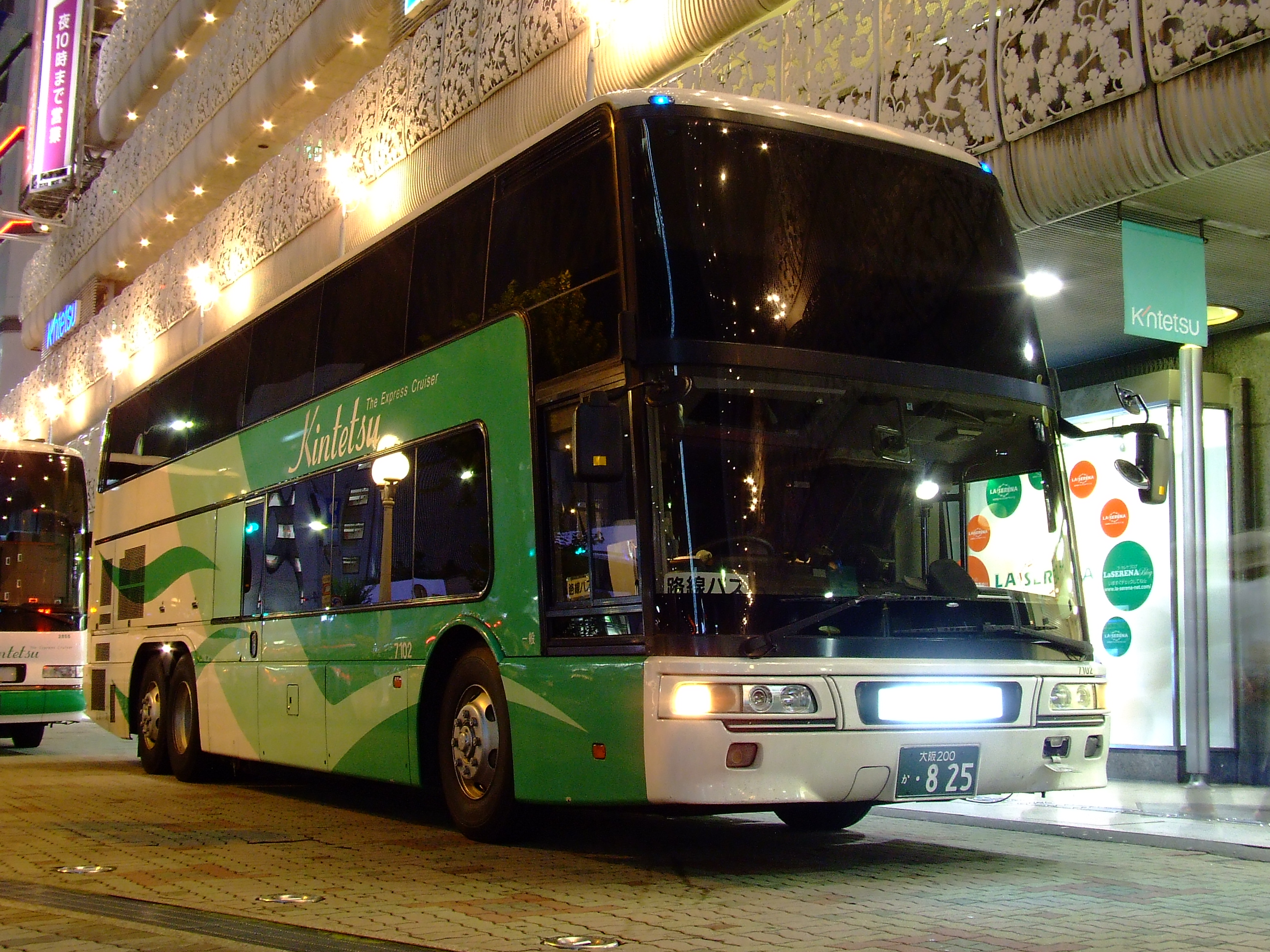
夜行高速用のエアロキング
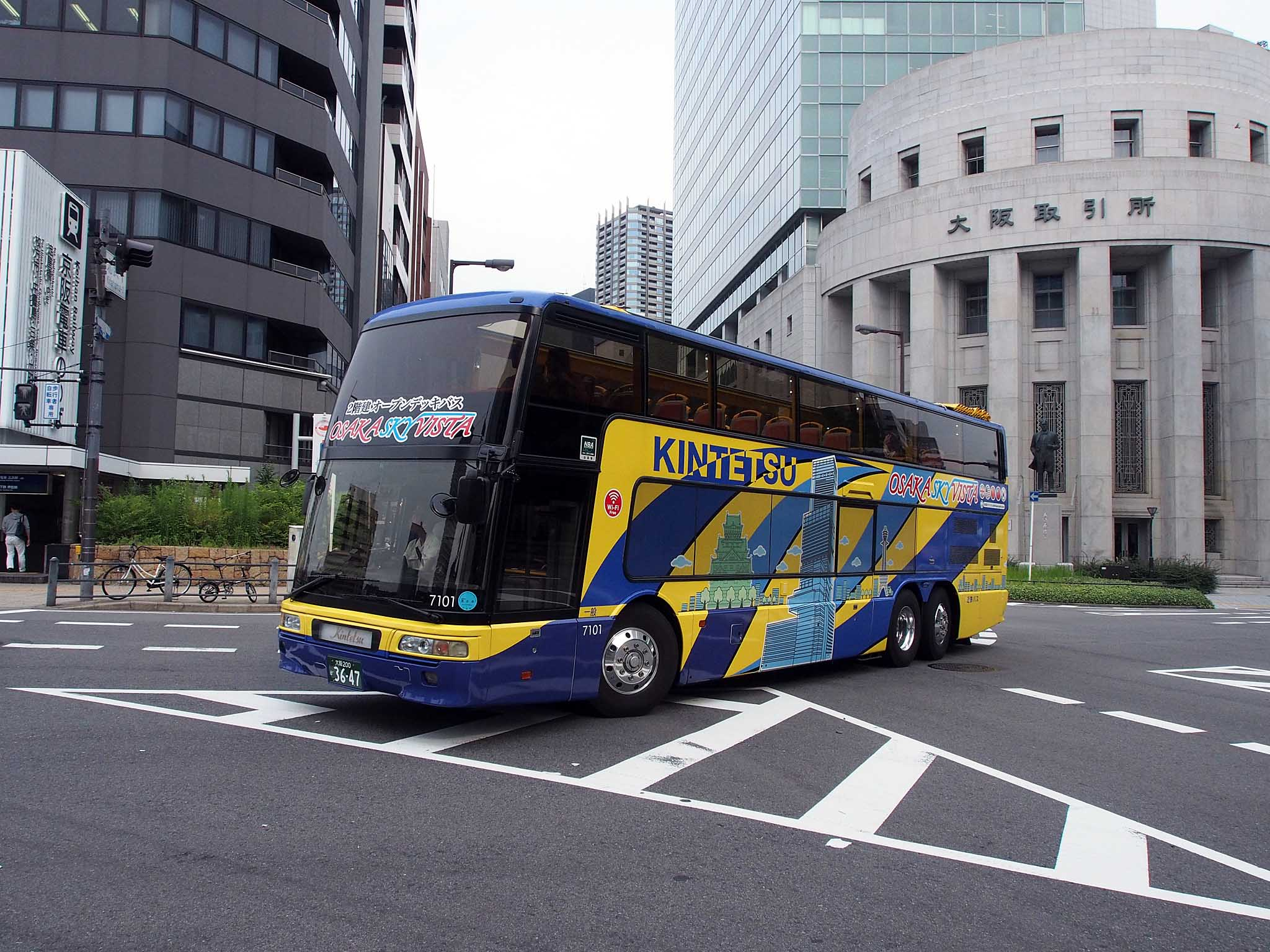
オープントップバス「OSAKA SKY VISTA」（初期塗装。その後赤基調の塗装に変更）